# María José Cantudo
María Purificación Josefa Cantudo Porcel, coneguda com a María José Cantudo (Andújar, Jaén, 10 de juliol de 1951), és una actriu i vedet espanyola.

## Biografia
Neix a Andújar (Jaén), i creix a Puente Genil (Còrdova), la gran de quatre germans. L'empresari hoteler Carlos del Val l'encoratja i recolza perquè emprengui una carrera artística a Madrid. Els seus començaments el 1971-1972 són com a model publicitària i actriu de fotonovel·la, gènere en el qual adquireix certa popularitat. Valeriu Lazarov se'n fixa i la contracta per presentar el programa televisiu ¡Señoras y señores! (1974-75), al costat d'Ángela Carrasco.
Inicià la seva carrera cinematogràfica el 1973 amb les pel·lícules El espanto surge de la tumba i Autopsia, però assolí el seu primer èxit sota la direcció de Jordi Grau i Solà a La trastienda (1976) on va protagonitzar el primer nu integral femení (vist a través d'un mirall) del cinema espanyol. Se la hi va etiquetar, al seu pesar, en el gènere de destape i va continuar treballant, entre d'altres, amb Antonio Mercero (Las delicias de los verdes años, 1976), novament amb Grau (El secreto inconfesable de un chico bien, 1976), José Luis Merino (Marcada por los hombres, 1976), Leon Klimovsky (Secuestro, 1976), Jacinto Molina (El huerto del francés, 1977), Tonino Ricci (Pasión, 1977), Omiros Efstratiadis (La amante ambiciosa, 1982) i Rafael Villaseñor (Piernas cruzadas, 1983).
Conscient de les seves escasses oportunitats cinematogràfiques (en 1983 no supera les proves exigides per Carlos Saura per protagonitzar Carmen), decideix centrar-se en el teatre, especialment en el musical o revista. Protagonitza amb gran èxit Las Leandras des de 1978 i aconsegueix cert prestigi com a actriu o productora de Doña Mariquita de mi corazón (1985), Ya tenemos chica (1991), Mariquilla Terremoto (1996), Ventolera (1999) o El baile, d'Edgar Neville (2001).
A televisió ha participat en les sèries La comedia musical española, Ay, Señor, Señor i Cuéntame cómo pasó. Va aparèixer en la sèrie de Telecinco La que se avecina interpretant-se a si mateixa en un capítol de la quarta temporada.
En 1973 es va casar amb el cantant i actor Manolo Otero, pare del seu únic fill, Manuel (n. 1974). Separats el 1978, ha estat lligada sentimentalment a l'actor Pedro Ruiz i a l'empresari artístic Enrique Cornejo.
En 2013 fou designada membre honorari de la Red Iberoamericana de Cultura y Paz de la Unesco per la seva labor filantròpica.

## Filmografia
- 1973 El espanto surge de la tumba de Carlos Aured
- 1973 Autopsia de Juan Logar
- 1973 El asesino no está solo de Jesús García de Dueñas
- 1974 El último proceso en París de José Canalejas
- 1974 El asesino no está solo de Jesús García de Dueñas
- 1974 Siete chacales de José Luis Madrid
- 1975 El secreto inconfesable de un chico bien de Jordi Grau i Solà
- 1975 Las alegres vampiras de Vögel de Julio Pérez Tabernero
- 1976 La trastienda de Jordi Grau
- 1976 Señoritas de uniforme de Luis María Delgado
- 1976 Las delicias de los verdes años d'Antonio Mercero
- 1976 Los hijos de... Luis María Delgado
- 1976 Marcada por los hombres de José Luis Merino Boves
- 1976 Secuestro de León Klimovsky
- 1977 El huerto del Francés de Jacinto Molina
- 1977 Pasión de Tonino Ricci
- 1980 Las mujeres de Jeremías de Tito Fernández
- 1982 La amante ambiciosa d'Omiros Efstratiadis
- 1982 Las chicas del bingo de Julián Esteban
- 1983 Inseminación artificial d'Arturo Martínez
- 1983 Piernas cruzadas de Rafael Villaseñor
- 1983 Sangre en el Caribe de Rafael Villaseñor